# Brian Dalton
Brian Dalton (ur. 5 lipca 1935) – australijski judoka. Olimpijczyk z Tokio 1964, gdzie zajął dziewiąte miejsce w wadze lekkiej.
Uczestnik mistrzostw świata w 1973. Mistrz Australii w 1963 i 1964 roku.

## Letnie Igrzyska Olimpijskie 1964
| Konkurencja | Eliminacje             | Eliminacje             | Klas. końcowa |
| Konkurencja | Przeciwnik I           | Przeciwnik II          | Miejsce       |
| ----------- | ---------------------- | ---------------------- | ------------- |
| 68 kg       | Seo Sang-cheol (KOR) Z | Oleg Stiepanow (URS) P | 9.            |